# 842

## Události
- Dva ze synů císaře Ludvíka I., Ludvík II. Němec a Karel II. Holý, uzavírají Štrasburské přísahy proti nejstaršímu bratru Lotharovi I., který usiloval o vládu v celé Franské říši. Smlouva je nejstarším dochovaným dokumentem, který byl sepsán ve starofrancouzském a staroněmeckém jazyce.

## Úmrtí
- Saga
- Theofilos – byzantský císař

## Hlavy státu
- Velkomoravská říše – Mojmír I.
- Papež – Řehoř IV.
- Anglie – Wessex a Kent – Ethelwulf
- Franská říše – Lothar I. Franský
- První bulharská říše – Presjan
- Byzanc – Theofilos – Michael III.
- Svatá říše římská – Lothar I. Franský
- Japonské císařství – Ninmjó